# Кизинка
Кизинка — хутор в Мостовском районе Краснодарского края.
Входит в состав Баговского сельского поселения. На территории хутора расположены два туристических приюта: «Снежный барс» и «Романтика».

## География
Хутор расположен в 1 км к северу от административного центра поселения — станицы Баговской, в низовьях реки Кизинчи.

## Население
| 2002 | 2010 |
| ---- | ---- |
| 21   | ↘19  |

## Улицы
- ул. Мельничная,
- ул. Школьная.

## Фотографии
- Пруд на севере хутора
- Пруд на севере хутора
- Приют «Снежный барс»
- Пешеходный мост через р.Кизинчи
- Мост через р.Кизинчи
- Брод через р.Кизинчи